# James J. Walsh (Politiker, 1858)

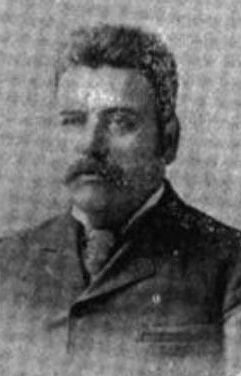
James J. Walsh (1896)

James Joseph Walsh (* 22. Mai 1858 in New York City; † 8. Mai 1909 ebenda) war ein US-amerikanischer Jurist und Politiker. Er vertrat in den Jahren 1895 und 1896 den Bundesstaat New York im US-Repräsentantenhaus.

## Leben
James Joseph Walsh wurde ungefähr drei Jahre vor dem Ausbruch des Bürgerkrieges in New York City geboren und wuchs dort auf. In dieser Zeit besuchte er öffentliche Schulen und die St. James’ Parochial School. Er graduierte 1877 am Manhattan College und 1879 an der rechtswissenschaftlichen Fakultät der Columbia University. Seine Zulassung als Anwalt erhielt er 1880 und begann dann in New York City zu praktizieren. Zwischen 1889 und 1894 war er Schulinspektor an Gemeinschaftsschulen. Politisch gehörte er der Demokratischen Partei an.
Bei den Kongresswahlen des Jahres 1894 für den 54. Kongress wurde Walsh im achten Wahlbezirk von New York in das US-Repräsentantenhaus in Washington, D.C. gewählt, wo er am 4. März 1895 die Nachfolge von Edward J. Dunphy antrat. Seine Wahl wurde allerdings von John M. Mitchell erfolgreich wegen eines Formfehlers bei der Anmeldung angefochten. Walsh schied somit nach dem 2. Juni 1896 aus dem Kongress aus.
Nach seiner Kongresszeit nahm er wieder seine Tätigkeit als Anwalt auf. 1905 wurde er zum Magistrat (city magistrate) ernannt – eine Stellung, die er bis zu seinem Tod am 8. Mai 1909 in New York City innehatte. Sein Leichnam wurde auf dem Calvary Cemetery in Long Island City beigesetzt.